# 최규환 (배우)
최규환(崔圭桓, 1978년 6월 26일 ~ )은 대한민국의 배우이다.

## 이력
서울특별시 출생이며 2000년에 영화 《돌아갈 귀》로 데뷔한 그는 연극배우 최주봉의 아들이다.

## 학력
- 선덕고등학교 졸업
- 중앙대학교 연극학 학사
- 니혼대학교 예술학 석사

## 출연작

### 영화
- 2000년 《돌아갈 귀》 - 강재 역
- 2002년 《오버 더 레인보우》 - 방송국 FD 역
- 2002년 《마들렌》 - 은철 역
- 2004년 《주홍글씨》 - 최 형사 역
- 2006년 《나 그런사람 아니에요》 - 순경 역
- 2008년 《GP506》 - 방 중위 역
- 2008년 《미인도》- 최 화원 역
- 2009년 《날아라 펭귄》 - 베지테리안 역
- 2013년 《황금을 안고 튀어라》 - 북한 간첩 역
- 2013년 《롤러코스터》 - 김현기 기자 역
- 2014년 《수상한 그녀》 - 매니저 역
- 2014년 《신이 보낸 사람》 - 호진 역
- 2014년 《민우씨 오는날》 - 통일부 직원 역
- 2014년 《코인룸》 - 지철 역
- 2015년 《허삼관》 - 우체부 역
- 2015년 《쎄시봉》 - 이 선생 역
- 2015년 《헬머니》 - 조연출 역
- 2015년 《장수상회》 - 민정 전남편 호준 역
- 2015년 《치외법권》 - 지구대순경 1 역
- 2015년 《성난 변호사》 - 유 실장 역
- 2016년 《나를 잊지 말아요》 - 조 검사 역
- 2017년 《강철비》 - 군의관 역
- 2019년 《귀신의 향기》 - 조수 역
- 2019년 《얼굴없는 보스》 - 김건 역
- 2019년 《아직 사랑하고 있습니까?》 - 김 차장 역
- 2020년 《혼: 공포의 시작》 - 노승배 역
- 2020년 《얼굴없는 보스: 못다한 이야기 감독판》 - 김건 역
- 2023년 《1947 보스톤》 - 이길용 역

### 드라마
- 2004년 SBS 드라마 《토지》 ... 김두만 역
- 2005년 MBC 추리다큐 《별순검》 ... 조달환 역
- 2006년 SBS 드라마 《연개소문》 ... 생해 역
- 2006년 MBC 드라마 《사랑은 아무도 못말려》 ... 황영민 역
- 2007년 KBS 드라마 《아름다운 시절》 ... 오재범 역
- 2007년 SUPER ACTION 드라마 《도시괴담 데쟈뷰》 ... 초인종/ 서은철 역
- 2009년 KBS 드라마 《아이리스》 - 경호원 역
- 2012년 TV조선 드라마 《지운수대통》 ... 차 대리 역
- 2012년 MBC 드라마 《무신》 ... 유경 역
- 2013년 KBS 드라마 《대왕의 꿈》 ... 김진주 역
- 2014년 MBC 드라마 《앙큼한 돌싱녀》 ... 김찬규 역 (특별출연)
- 2014년 네이버 TV 웹드라마《후유증》 ... 담임선생님 역
- 2014년 TV조선 드라마 《불꽃 속으로》 ... 채기주 역
- 2014년 OCN 드라마 《나쁜 녀석들》 ... 장명진 역
- 2014년 OCN 드라마 《닥터 프로스트》  ... 노윤구 역 (특별출연)
- 2015년 tvN 드라마 《초인시대》 ... 최규환 박사 역
- 2015년 KBS2 드라마 《후아유 - 학교 2015》 ... 오디션 심사위원 역 (특별출연)
- 2016년 tvN 드라마 《신데렐라와 네 명의 기사》 - 디자이너 역
- 2016년 MBC 드라마 《캐리어를 끄는 여자》 - 수감자 역
- 2017년 tvN 드라마 《변혁의 사랑》 - 황명수 역
- 2018년 tvN 드라마 《드라마 스테이지 - 마지막 식사를 만드는 여자》 - 상담사역
- 2018년 네이버 TV 웹드라마 《빙상의 신》 ... 코치 역
- 2018년 tvN 드라마 《크로스》 - 김 변호사 역
- 2018년 SBS 드라마 《여우각시별》 ... 허영란의 남편(특별출연)
- 2019년 MBC 드라마 《검법남녀 2》 ... 진상철 역